# Diana Rodeiro
Diana Rodeiro (Santiago de Compostel·la, 1983) és una artista urbana i graffitera, coneguda pel nom de Nana.
El seu estil està influenciat per les il·lustracions infantils i el còmic, amb nines d'ulls grans com al Manga.